# Tiarosporella graminis
Tiarosporella graminis är en svampart. Tiarosporella graminis ingår i släktet Tiarosporella, ordningen disksvampar, klassen Leotiomycetes, divisionen sporsäcksvampar och riket svampar.

## Underarter
Arten delas in i följande underarter:
- karoo
- graminis